# Campachipteria fanzagoi
Campachipteria fanzagoi är en kvalsterart som först beskrevs av Arthur P. Jacot 1929.  Campachipteria fanzagoi ingår i släktet Campachipteria och familjen Achipteriidae. Inga underarter finns listade.